# مونو نو اواري

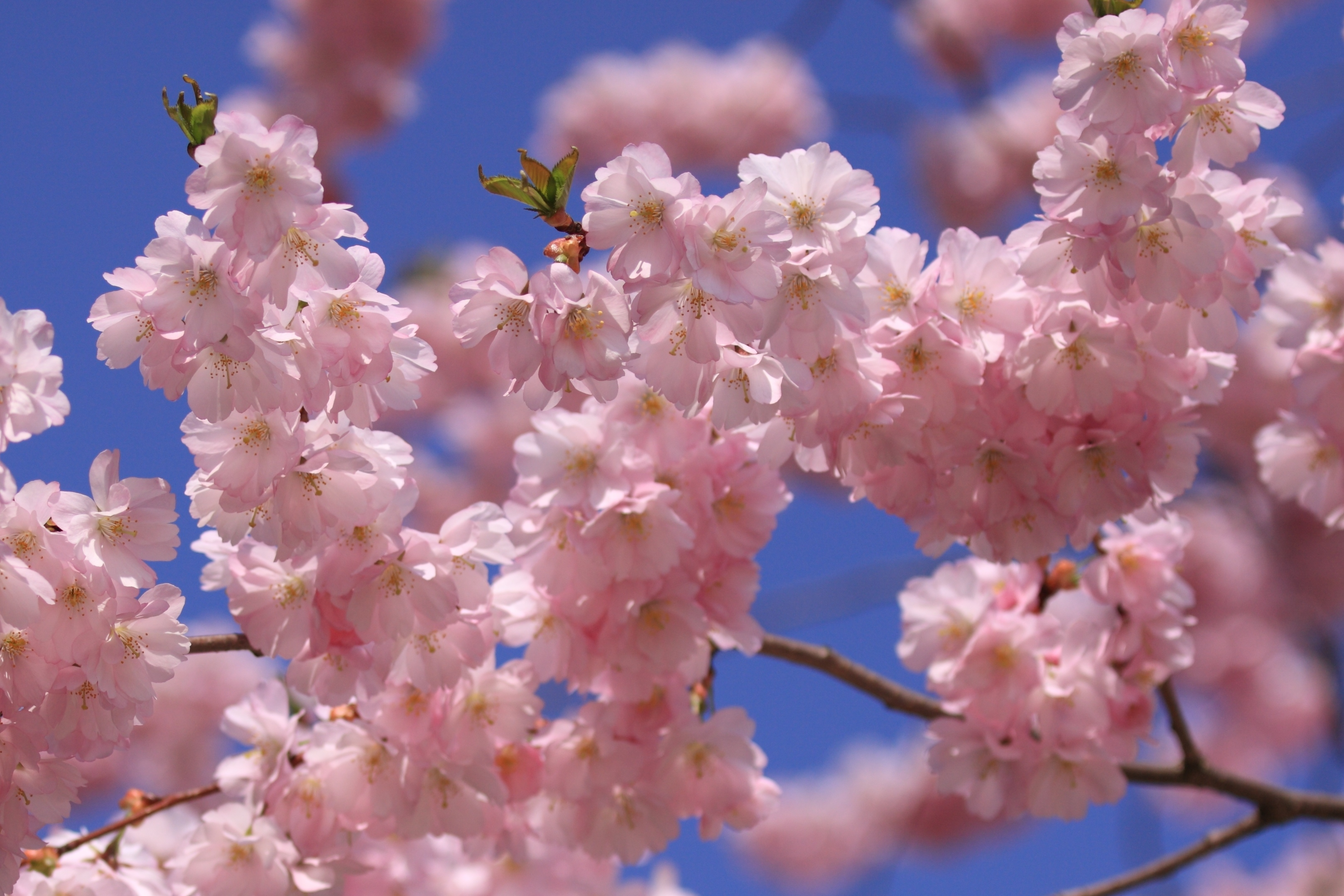

مونو نو اواري (物の哀れ) Mono no aware يعني حرفيًا «رثاء الأشياء» أو «العطف تجاه الأشياء» ويترجم أيضًا إلى «الرقة نحو فناء الأشياء»، وهو مصطلح ياباني يرمز إلى المعرفة الواعية بزوال الأشياء وفَنائها، ويعبر أيضًا عن كلٍ من الحزن الرقيق العابر (أو الأسى) على رحيلها، والحزن الرقيق العميق الناتج عن كون هذه الحالة واقع الحياة وسُنتها.